# Europees kampioenschap voetbal vrouwen onder 19 - 2010
Het Europees kampioenschap voetbal vrouwen onder 19 van 2010 (kortweg: EK voetbal vrouwen -19) was de 13e editie van het Europees kampioenschap voetbal vrouwen onder 19 en is bedoeld voor speelsters die op of na 1 januari 1991 geboren zijn. Ondanks de leeftijdgrens van 19 jaar mogen ook speelsters van 20 jaar meespelen omdat de leeftijdsgrens alleen bij het begin van de kwalificatie voor het EK geldt. Het toernooi werd van 24 mei 2010 tot en met 5 juni 2010 gehouden in Macedonië

## Geplaatste teams
- Macedonië (Gastland)
- Engeland (Winnaar kwalificatiepoule 1)
- Frankrijk (Winnaar kwalificatiepoule 2)
- Duitsland (Winnaar kwalificatiepoule 3)
- Spanje (Winnaar kwalificatiepoule 4)
- Nederland (Winnaar kwalificatiepoule 5)
- Italië (Winnaar kwalificatiepoule 6)
- Schotland (Beste Nummer 2)

## Speelsteden
| Stadion                  | plaats   | Wedstrijden                        |
| ------------------------ | -------- | ---------------------------------- |
| Philip II Arena          | Skopje   | Groepsfase, halve finale en finale |
| Boris Trajkovski Stadium | Skopje   | Groepsfase                         |
| Zelezarnica              | Skopje   | Groepsfase                         |
| Milano Arena             | Kumanovo | Groepsfase, halve finale           |
| Baskimi Stadium          | Kumanovo | Groepsfase                         |

## Groepsfase
De Loting voor de Groepsfase vond plaats op 16 april 2010

### Groep A
| Land      | Wed | W | G | V | DV | DT | Ptn |
| --------- | --- | - | - | - | -- | -- | --- |
| Duitsland | 3   | 3 | 0 | 0 | 11 | 3  | 9   |
| Engeland  | 3   | 2 | 0 | 1 | 6  | 4  | 6   |
| Italië    | 3   | 0 | 1 | 1 | 2  | 6  | 1   |
| Schotland | 3   | 0 | 1 | 2 | 5  | 11 | 1   |

|                        |                      |           |                                                          |                                                      |
| 24 mei 2010 13:00 CEST | Schotland            | 1 - 3     | Engeland                                                 | Zelezarnica, Skopje Scheidsrechter: Esther Azzopardi |
| 24 mei 2010 13:00 CEST | Jennifer Beattie 67' | (Verslag) | Toni Duggan 20' Isobel Christiansen 34' Laura Coombs 72' | Zelezarnica, Skopje Scheidsrechter: Esther Azzopardi |

|                        |                                                                                    |           |                 |                                                   |
| 24 mei 2010 13:00 CEST | Duitsland                                                                          | 4 - 1     | Italië          | Milano Arena, Kumanovo Scheidsrechter: Rhona Daly |
| 24 mei 2010 13:00 CEST | Kyra Malinowski 15' Hasret Kayikci 25' Marie-Louise Bagehorn 34' Carolin Simon 47' | (Verslag) | Marta Mason 59' | Milano Arena, Kumanovo Scheidsrechter: Rhona Daly |

|                        |                      |           |                                                                               |                                                                   |
| 27 mei 2010 17:00 CEST | Schotland            | 1 - 5     | Duitsland                                                                     | Boris Trajkovski Stadium, Skopje Scheidsrechter: Sofia Karagiorgi |
| 27 mei 2010 17:00 CEST | Rebecca Dempster 67' | (Verslag) | Turid Knaak 45+2', 68', 90+1' Valeria Kleiner 82' (pen.) Annika Doppler 90+2' | Boris Trajkovski Stadium, Skopje Scheidsrechter: Sofia Karagiorgi |

|                        |                                     |           |                     |                                                    |
| 27 mei 2010 17:00 CEST | Engeland                            | 2 - 1     | Italië              | Milano Arena, Kumanovo Scheidsrechter: Petra Chuda |
| 27 mei 2010 17:00 CEST | Toni Duggan 87' Lauren Bruton 90+1' | (Verslag) | Francesca Vitale 6' | Milano Arena, Kumanovo Scheidsrechter: Petra Chuda |

|                        |                                                              |           |                                           |                                                                   |
| 30 mei 2010 17:00 CEST | Italië                                                       | 3 - 3     | Schotland                                 | Boris Trajkovski Stadium, Skopje Scheidsrechter: Esther Azzopardi |
| 30 mei 2010 17:00 CEST | Barbara Bonansea 17' Michela Franco 22' Francesca Vitale 29' | (Verslag) | Sarah Ewens 19' Rebecca Dempster 64', 74' | Boris Trajkovski Stadium, Skopje Scheidsrechter: Esther Azzopardi |

|                        |                     |           |                                    |                                                         |
| 30 mei 2010 17:00 CEST | Engeland            | 1 - 2     | Duitsland                          | Philip II Arena, Skopje Scheidsrechter: Katalin Kulcsar |
| 30 mei 2010 17:00 CEST | Lauren Bruton 45+2' | (Verslag) | Annika Doppler 12' Turid Knaak 40' | Philip II Arena, Skopje Scheidsrechter: Katalin Kulcsar |

### Groep B
| Land      | Wed | W | G | V | DV | DT | Ptn |
| --------- | --- | - | - | - | -- | -- | --- |
| Nederland | 3   | 3 | 0 | 0 | 11 | 0  | 9   |
| Frankrijk | 3   | 2 | 0 | 1 | 7  | 2  | 6   |
| Spanje    | 3   | 1 | 0 | 2 | 6  | 3  | 3   |
| Macedonië | 3   | 0 | 0 | 3 | 1  | 19 | 0   |

|                        |           |           | |                                                               |
| 24 mei 2010 13:00 CEST | Macedonië | 0 - 6     | Spanje | Philip II Arena, Skopje Scheidsrechter: Karolina Radzik-Johan |
| 24 mei 2010 13:00 CEST |           | (Verslag) | Maria Galan 38' Irene del Rio 53' Carolina Ferez 81' Maria Victoria Losada 85' Ana Buceta 87' Naiara Beristain 90+2' | Philip II Arena, Skopje Scheidsrechter: Karolina Radzik-Johan |

|                        |                                       |           |                      |                                                                   |
| 24 mei 2010 13:00 CEST | Nederland                             | 2 - 0     | Frankrijk            | Boris Trajkovski Stadium, Skopje Scheidsrechter: Sofia Karagiorgi |
| 24 mei 2010 13:00 CEST | Merel van Dongen 8' Lieke Martens 35' | (Verslag) | Adeline Rousseau 88' | Boris Trajkovski Stadium, Skopje Scheidsrechter: Sofia Karagiorgi |

|                        |           |           | |                                                |
| 27 mei 2010 17:00 CEST | Macedonië | 0 - 7     | Nederland                                                                                           | Zelezarnica, Skopje Scheidsrechter: Rhona Daly |
| 27 mei 2010 17:00 CEST |           | (Verslag) | Lieke Martens 1', 66' Vanity Lewerissa 10', 45' Kirsten Koopmans 23', 56' Mauri van de Wetering 79' | Zelezarnica, Skopje Scheidsrechter: Rhona Daly |

|                        |        |           |                   |                                                         |
| 27 mei 2010 17:00 CEST | Spanje | 0 - 1     | Frankrijk         | Philip II Arena, Skopje Scheidsrechter: Katalin Kulcsar |
| 27 mei 2010 17:00 CEST |        | (Verslag) | Léa Le Garrec 69' | Philip II Arena, Skopje Scheidsrechter: Katalin Kulcsar |

|                        |                                                                                       |           |                     |                                                    |
| 30 mei 2010 17:00 CEST | Frankrijk                                                                             | 6 - 1     | Macedonië           | Milano Arena, Kumanovo Scheidsrechter: Petra Chuda |
| 30 mei 2010 17:00 CEST | Marina Makanza 12', 40' Camille Catala 14' Amélie Barbetta 15', 88' Léa Le Garrec 72' | (Verslag) | Natasa Andonova 66' | Milano Arena, Kumanovo Scheidsrechter: Petra Chuda |

|                        |        |           |                                        |                                                           |
| 30 mei 2010 17:00 CEST | Spanje | 0 - 2     | Nederland                              | Zelezarnica, Skopje Scheidsrechter: Karolina Radzik-Johan |
| 30 mei 2010 17:00 CEST |        | (Verslag) | Merel van Dongen 37' Lieke Martens 38' | Zelezarnica, Skopje Scheidsrechter: Karolina Radzik-Johan |

## Knock-outfase
|  | halve finale | halve finale |  |          | finale    | finale |
|  |              |              |  |          |           |        |
|  |              |              |  |          |           |        |
|  | Duitsland    | 1 (3)        |  |          |           |        |
|  | Frankrijk    | 1 (5)        |  |          |           |        |
|  |              |              |  |          | Frankrijk | 2      |
|  |              |              |  | Engeland | 1         |        |
|  | Nederland    | 0 (4)        |  |          |           |        |
|  | Engeland     | 0 (5)        |  |          |           |        |

### Halve finale
|                   |                     |              |                     |                                                        |
| 2 juni 17:00 CEST | Duitsland           | 1 – 1 (n.v.) | Frankrijk           | Milano Arena Kumanovo Scheidsrechter: Esther Azzopardi |
| 2 juni 17:00 CEST | Kyra Malinowski 37' | (Verslag)    | 28' Solène Barbance | Milano Arena Kumanovo Scheidsrechter: Esther Azzopardi |

|                                                                     |       | strafschoppen                                                         |  |
| Marie-Louise Bagehorn Valeria Kleiner Johanna Elsig Eunice Beckmann | 3 – 5 | Marion Torrent Camille Catala Léa Le Garrec Léa Rubio Pauline Crammer |  |

|                   |           |              |          |                                                         |
| 2 juni 17:00 CEST | Nederland | 0 – 0 (n.v.) | Engeland | Philip II Arena, Skopje Scheidsrechter: Katalin Kulcsar |
| 2 juni 17:00 CEST | (Verslag) |              |          | Philip II Arena, Skopje Scheidsrechter: Katalin Kulcsar |

|                                                                              |       | strafschoppen                                                                 |  |
| Ellen Jansen Siri Worm Lieke Martens Merel van Dongen Stefanie van der Gragt | 4 – 5 | Jordan Nobbs Isobel Christiansen Jessica Holbrook Gemma Bonner Gilly Flaherty |  |

### Finale
|                   |                                     |           |                      |                                                               |
| 5 juni 15:00 CEST | Frankrijk                           | 2 – 1     | Engeland             | Philip II Arena, Skopje Scheidsrechter: Karolina Radzik-Johan |
| 5 juni 15:00 CEST | Rose Lavaud 29' Pauline Crammer 55' | (Verslag) | 25' Jessica Holbrook | Philip II Arena, Skopje Scheidsrechter: Karolina Radzik-Johan |